# Кубок Кыргызстана по футболу 2014
Кубок Кыргызстана по футболу 2014 года, также известный как Кубок Независимости — 23-й розыгрыш ежегодного футбольного клубного турнира, второго по значимости в стране.
Финальный матч прошёл в Канте на Центральном стадионе. Обладателем Кубка в 7-й раз в своей истории стал бишкекский «Дордой», обыграв в финале кантскую «Абдыш-Ату». Победитель получил право сыграть в поединке за Суперкубок Кыргызстана 2015 года, однако розыгрыш Суперкубка в 2015 году не состоялся. Также победа в национальном Кубке даёт право участия в Кубке АФК 2015 года, но это право «Дордой» заслужил через победу в чемпионате.

## Формат
В этом сезоне из-за раннего начала розыгрыша Кубка количество участников было сокращено. Клубы Второй лиги не принимали участие в турнире, а из представителей юга Кыргызстана в соревнованиях не стартовала ни 1 команда Первой лиги.
Ранние стадии состояли из одного матча, при этом младшие по рангу клубы принимали соперников на своём поле. Полуфиналы состояли из двух матчей на поле каждого из соперников. Финал турнира состоял из одного матча и игрался на нейтральном поле.

## Участники турнира

### Представительство участников
| Раунд       | Оставшихся команд | Участвует команд | Победителей из предыдущего раунда | Новые участники в этом раунде | Лиги, участвующие в этом раунде | Игровые дни по расписанию |
| ----------- | ----------------- | ---------------- | --------------------------------- | ----------------------------- | ------------------------------- | ------------------------- |
| 1/16 финала | 15                | 6                | 0                                 | 6                             | Первая                          | 2 апреля 2014 года        |
| 1/8 финала  | 12                | 8                | 3                                 | 5                             | Высшая, Первая                  | 2, 9 апреля 2014 года     |
| 1/4 финала  | 8                 | 8                | 4                                 | 4                             | Высшая                          | 19 апреля 2014 года       |
| 1/2 финала  | 4                 | 4                | 4                                 | нет                           | -                               | 7, 12 июня 2014 года      |
| Финал       | 2                 | 2                | 2                                 | нет                           | -                               | 11 октября 2014 года      |

### Клубы-участники
Для участия в розыгрыше Кубка подали заявки все 8 клубов Высшей лиги, а также 7 из 18 клубов Первой лиги (из Северной зоны — все, кроме «Ветки» (Ленинское), бишкекских «Манаса»-2 и «Дордой-Плазы»; из Южной зоны не участвовала ни 1 команда).
Клубы, принявшие участие в турнире:
| Высшая лига все 8 клубов | Первая лига 7 из 18 клубов |
| - Абдыш-Ата (Кант) - Ала-Тоо (Нарын) - Алай (Ош) - Алга (Бишкек) - Алдиер (Куршаб) - Дордой (Бишкек) - Манас (Бишкек/Талас) - Нефтчи (Кочкор-Ата) | - Алга-2 (Бишкек) - Беловодск (Беловодское) - Джей Ти Атлетик (Бишкек) - Дордой-2 (Бишкек) - Живое пиво (Кант) - ФК Кара-Балта - Наше пиво (Кант) |

## 1/16 финала
Старт взяли 6 команд Первой лиги, все — из Северной зоны.
| Команда 1       | Результат | Команда 2            |
| --------------- | --------- | -------------------- |
| 2 апреля 2014   |           |                      |
| Алга-2 (II)     | 1:2       | Джей Ти Атлетик (II) |
| Беловодск (II)  | 1:0       | Дордой-2 (II)        |
| Кара-Балта (II) | -:+       | Живое пиво (II)      |

## 1/8 финала
К трём победителям предыдущей стадии присоединились 4 клуба Высшей лиги — «Ала-Тоо», «Алдиер», «Манас» и «Нефтчи», а также клуб Первой лиги «Наше пиво». При этом из-за регионального размежевания в двух парах между собой играли клубы из одного дивизиона.
| Команда 1            | Результат      | Команда 2      |
| -------------------- | -------------- | -------------- |
| 2 апреля 2014        |                |                |
| Алдиер (I)           | 1:1 (4:1 пен.) | Нефтчи (I)     |
| 9 апреля 2014        |                |                |
| Джей Ти Атлетик (II) | 1:5            | Наше пиво (II) |
| Живое пиво (II)      | 1:1 (2:4 пен.) | Ала-Тоо (I)    |
| Беловодск (II)       | 3:0            | Манас (I)      |

## 1/4 финала
К четырём победителям стадии 1/8 финала присоединились 4 сильнейших клуба Высшей лиги — «Абдыш-Ата», «Алай», «Алга» и «Дордой».
| Команда 1      | Результат | Команда 2     |
| -------------- | --------- | ------------- |
| 19 апреля 2014 |           |               |
| Алай (I)       | 4:1       | Алдиер (I)    |
| Ала-Тоо (I)    | 1:6       | Алга (I)      |
| Наше пиво (II) | 1:3       | Дордой (I)    |
| Беловодск (II) | 0:2       | Абдыш-Ата (I) |

| Алай                                                                                     | 4:1 | Алдиер                |
| ---------------------------------------------------------------------------------------- | --- | --------------------- |
| Ильдар Амиров 12′ · Владимир Верёвкин 44′ · Алмазбек Мирзалиев 65′ · Алмаз Оморалиев 89′ |     | Алтынбек Ташиев 90+1′ |

| Ала-Тоо            | 1:6 | Алга                                                                                        |
| ------------------ | --- | ------------------------------------------------------------------------------------------- |
| Чынгыз Идрисов 69′ |     | Артём Муладжанов 5′, 28′, 66′ · Нуркал Сатаев 39′ · Иван Филатов 46′ · Руслан Джамшидов 78′ |

| Наше пиво         | 1:3 | Дордой                                                |
| ----------------- | --- | ----------------------------------------------------- |
| Давлят Баратов 7′ |     | Игорь Иванов 28′ (авт.) · Драган Милованович 44′, 58′ |

| Беловодск | 0:2 | Абдыш-Ата                                 |
| --------- | --- | ----------------------------------------- |
|           |     | Тахир Авчиев 14′ · Айбек Азизбек уулу 41′ |

## 1/2 финала
| Команда 1 | Итог | Команда 2 | 1-й матч | 2-й матч   |
| --------- | ---- | --------- | -------- | ---------- |
| Абдыш-Ата | 2–1  | Алай      | 0:0      | 2:1        |
| Дордой    | 5–3  | Алга      | 2:1      | 3:2 (д.в.) |

| Абдыш-Ата | 0:0 | Алай |
| --------- | --- | ---- |
|           |     |      |

| Алай                | 1:2 | Абдыш-Ата                  |
| ------------------- | --- | -------------------------- |
| Шухрат Рахманов 74′ |     | Хуршит Лутфуллаев 13′, 67′ |

| Дордой                          | 2:1 | Алга                   |
| ------------------------------- | --- | ---------------------- |
| Калимулла 63′ · Дэвид Тетте 68′ |     | Жанар Жаныбек уулу 77′ |

| Алга                                     | 2:3 (д.в.) | Дордой                                                         |
| ---------------------------------------- | ---------- | -------------------------------------------------------------- |
| Нуркал Сатаев 30′ · Руслан Джамшидов 85′ |            | Калимулла 17′ · Азамат Байматов 109′ (пен.) · Дэвид Тетте 115′ |

## Финал
| Абдыш-Ата       | 1:2 | Дордой                      |
| --------------- | --- | --------------------------- |
| Мусабеков 90+2′ |     | Мурзаев 10′ · Калимулла 81′ |

| Абдыш-Ата | Дордой |

|                 |   |                        |              |     |
|                 |   |                        |              |     |
| ВР              | ? | Калысбек Акималиев     |              |     |
| ЗЩ              | ? | Акрамжон Умаров        |              |     |
| ЗЩ              | ? | Рустем Усанов          |              |     |
| ЗЩ              | ? | Азиз Сыдыков           |              |     |
| ЗЩ              | ? | Марат Аджиниязов       | 17'          |     |
| ПЗ              | ? | Хуршит Лутфуллаев      | Предупреждён |     |
| ПЗ              | ? | Кайрат Жыргалбек уулу  |              |     |
| ПЗ              | ? | Мирбек Кудайбердиев    |              |     |
| ПЗ              | ? | Айбек Азизбек уулу     |              |     |
| НП              | ? | Евгений Дорогинский    |              | 50' |
| НП              | ? | Чолпонбек Эсенкул уулу |              | 40' |
| Запасные:       |   |                        |              |     |
| ЗЩ              | ? | Манас Карипов          | Предупреждён | 40' |
| ПЗ              | ? | Фархат Мусабеков       |              | 50' |
| Главный тренер: |   |                        |              |     |
| Мирлан Эшенов   |   |                        |              |     |

|                     |   |                    |              |     |
|                     |   |                    |              |     |
| ВР                  | ? | Владислав Волков   |              |     |
| ЗЩ                  | ? | Талант Самсалиев   |              |     |
| ЗЩ                  | ? | Курсанбек Шератов  |              |     |
| ЗЩ                  | ? | Азамат Байматов    |              |     |
| ЗЩ                  | ? | Даврон Аскаров     | Предупреждён |     |
| ПЗ                  | ? | Дэниел Таго        | Предупреждён |     |
| ПЗ                  | ? | Жанкарлос Превиато | Предупреждён | 75' |
| ПЗ                  | ? | Авазбек Откеев     |              | 50' |
| ПЗ                  | ? | Вадим Харченко     |              |     |
| НП                  | ? | Калимулла          |              |     |
| НП                  | ? | Мирлан Мурзаев     | Предупреждён |     |
| Запасные:           |   |                    |              |     |
| ПЗ                  | ? | Мухаммад Адил      |              | 50' |
| НП                  | ? | Дэвид Тетте        |              | 75' |
| Главный тренер:     |   |                    |              |     |
| Завиша Милосавлевич |   |                    |              |     |